# 野村芳国
野村 芳国（のむら よしくに、生年不明 - 明治31年〈1898年〉4月5日）とは、江戸時代末期から明治時代にかけての大坂の浮世絵師。

## 来歴
一陽亭芳信の門人。大坂の生れで俗称粂蔵、一陽亭のちに笑翁と号す。役者絵を手掛けたが、明治になると芝居小屋や見世物小屋の集まる大阪千日前で看板絵を描いた。作は役者絵2点と肉筆画2点が伝わる。大変気性の激しい人物だったと伝わり、芳国には常松（二代目芳国）と野村芳光というふたりの養子がいたが、その気性の激しさから、芳光は入門して二年後に芳国のもとを離れ、京都にいた二代目芳国のところで仕事をするようになったという。常松に芳国の名を譲って後は笑翁と号した。戒名は釈観翁。

## 作品
- 「初ぞら太夫　馬のり駒吉　かげ清（四代目中村歌右衛門）」　中判錦絵3枚続　ボストン美術館所蔵　※嘉永3年（1850年）正月、大坂中の芝居『三春翫雀躍』より
- 「やすなり（二代目片岡我童）　奴 じん五平（二代目嵐璃珏）」　中判錦絵2枚続　池田文庫所蔵　※嘉永3年正月、大坂筑後芝居『玉藻前曦袂』より
- 「遊女喫煙図」　紙本着色　※「一陽亭」の白文方印と「芳国」の朱文方印あり。麻布美術館旧蔵
- 「更衣美人図」　絹本着色　千葉市美術館所蔵　※「一陽亭芳國画」の落款、「一陽亭」の白文方印あり